# Lois Wheeler Snow
Lois Wheeler Snow (Stockton, 12 de julio de 1920-Eysins, 3 de abril de 2018) fue una actriz estadounidense que se hizo conocida por sus críticas a los abusos de los derechos humanos ocurridos tras las protestas de la plaza de Tiananmen de 1989 en China.

## Biografía
Lois Snow nació como Lois Wheeler el 12 de julio de 1920 en Stockton, California, hija de Raymond Joseph Wheeler y Katherine Kurtz Wheeler. Su padre era el alcalde de Stockton y su madre era ama de casa. Permaneció en Stockton para estudiar teatro en el College of the Pacific. Mientras estuvo allí, actuó con la compañía Little Theatre de la universidad y fue «una ingenua principal» durante dos años. También ganó el premio F. Melvyn Lawson como la persona que «más contribuyó a la temporada de Little Theatre». Su actuación en una obra universitaria la llevó a recibir una beca para estudiar en la Neighborhood Playhouse School of the Theatre en la ciudad de Nueva York, para gran decepción de sus padres. También fue uno de los miembros fundadores del Actors Studio.

### Carrera como actriz
Snow usó su talento actoral para obtener su primer papel profesional. Aunque se había graduado de la universidad, se quitó el maquillaje, usó ropa típica de una adolescente y convenció a los funcionarios del Theatre Guild de que era una chica de solo 15 años de fuera de la ciudad que quería actuar. El resultado fue que obtuvo el papel principal en The Innocent Voyage (1943). Sus otros créditos en Broadway incluyen The Fifth Season (1953), Dinosaur Wharf (1951), The Young and Fair (1948), All My Sons (1947), Trio (1944) y Pick-up Girl (1944). Actuó en la compañía de gira de Dear Ruth, así como en su producción de Broadway.
Además de su carrera en el teatro apareció en la película My Foolish Heart (1949) y actuó en numerosos papeles en series de televisión durante las décadas de 1940 y 1950, entre sus papeles en la televisión cabe destacar su actuación como la enfermera Janet Jackson en The Guiding Light de 1954 a 1958 y Ann en Suspense de 1952.

### Relaciones con China
En 2011, Snow comenzó un ensayo con la declaración: «China se convirtió en parte de mi vida cuando conocí y me casé con Edgar Snow». Visitó China por primera vez en 1970 con su esposo. La pareja recibió una bienvenida digna de la realeza, apareciendo públicamente con el presidente Mao Zedong y reuniéndose con el primer primer ministro Zhou Enlai. Esa reunión fue vista por algunas personas como «una invitación clandestina al presidente Richard Nixon para que visitara China». Mao y Zhou luego enviaron un equipo médico a la casa de los Snow en Suiza después de que la salud de Edgar Snow se deteriorara gravemente. Después de su muerte, visitó China con frecuencia y mantuvo una relación de amistad con los principales líderes del país.
Debido a este contacto tan estrecho con China y el Partido Comunista de China, llevó a que el FBI los interrogara y a que los Snow fueran incluidos en la lista negra y no pudieran obtener trabajo en los Estados Unidos. En 1959, se mudaron a Suiza, donde se establecieron en la región del lago Lemán.
Un punto de inflexión en la relación de Lois Snow con China ocurrió después de las protestas de la Plaza de Tiananmen de 1989. Snow le dijo a un reportero que el trato del Partido Comunista de China a los manifestantes «simplemente me despertó». Dijo que nunca regresaría al país e intentó aprovechar el estatus de su difunto esposo en China mientras escribía a los líderes chinos sobre los efectos de sus políticas en las familias. Después de que Snow descubriera que el dinero que había enviado a algunas familias de las víctimas de las protestas había sido confiscado, rompió su voto. En 2000 fue con su hijo a China y encontró una recepción muy diferente a su visita anterior. La vigilancia los siguió y un grupo de policías les impidió reunirse con una activista cuyo hijo había muerto durante las protestas en la plaza de Tiananmen.

## Familia
En mayo de 1949, se casó con el escritor y periodista estadounidense Edgar Snow en Sneeden's Landing, Nueva York. Juntos tuvieron un hijo, Christopher (n. 1949) que murió de cáncer en octubre de 2008, y una hija, Sian (n. 1950), llamada así por la ciudad china de Sian (ahora Xi'an), que vive y trabaja como traductora y editora en la región de Ginebra, no lejos de donde vivió su madre durante muchos años antes de su muerte en 2018.

## Muerte
El 3 de abril de 2018, Lois Snow murió en un hospital de Nyon (Suiza), a la avanzada edad de 97 años.

## Filmografía
| Año       | Título original                 | Papel                          | Notas                                                                                         | Ref. |
| --------- | ------------------------------- | ------------------------------ | --------------------------------------------------------------------------------------------- | ---- |
| 1948      | Actor's Studio                  |                                | Episodioː «The Widow of Wasdale Head»                                                         |      |
| 1949      | My Foolish Heart                | Mary Jane                      | Película                                                                                      |      |
| 1949-1950 | The Ford Theatre Hour           |                                | Episodiosː «The Shining Hour» (1950) y «The Silver Cord» (1949)                               |      |
| 1952      | The Doctor                      |                                | Episodioː «The Baker Story»                                                                   |      |
| 1952-1951 | The Web                         |                                | 3 episodios                                                                                   |      |
| 1952      | Short Short Dramas              |                                | Episodioː «The Man Who Remembered»                                                            |      |
| 1952      | The Big Story                   | Jennie Logan / Virginia Bohlin | Episodiosː «Harry Neigher of the Connecticut Herald» (1952) y «Case of the Spunky Kid» (1952) |      |
| 1952      | Suspense                        | Ann                            | Episodios: «The Girl Who Saw Tomorrow» y «The Crooked Frame»                                  |      |
| 1955      | The Guiding Light               | Janet Jackson                  | 5 episodios                                                                                   |      |
| 1955      | The Philco Television Playhouse | Olivia                         | Episodio «Total Recall»                                                                       |      |
| 1956      | Justice                         |                                | Episodio «Hooked»                                                                             |      |
| 1956-1957 | Armstrong Circle Theatre        | Mrs. Rico                      | Episodios «Three Cents Worth of Fear» (1956) y «Flare-Up» (1957)                              |      |
| 1958      | Decoy                           | Evelyn Hunt                    | Episodioː «Death Watch»                                                                       |      |
| 1956-1958 | Kraft Television Theatre        | Amy Reed / Aunt Jane           | 3 episodios                                                                                   |      |
| 1959      | New York Confidential           | Mary / Claire                  | Episodiosː «Johnny Cordes» y «The Assassin»                                                   |      |